# Grundwasser (Zeitschrift)
Grundwasser ist eine wissenschaftliche Fachzeitschrift für Hydrogeologie aus dem Springer-Verlag, die ein offizielles Organ der Fachsektion Hydrogeologie e.V. in der Deutsche Geologische Gesellschaft – Geologische Vereinigung ist.